# NGC 342
NGC 342 este o galaxie lenticulară, posibil eliptică, situată în constelația Balena. A fost descoperită în 27 septembrie 1864 de către Albert Marth.